# Patrick Depailler
Patrick André Eugène Joseph Depailler ou apenas Patrick Depailler, nascido em (Clermont-Ferrand, 9 de agosto de 1944 - Hockenheim, 1 de agosto de 1980) foi um automobilista francês.

## Biografia
Quando criança, ele foi inspirado por Jean Behra. Talentoso e carismático, Depailler nunca obteve o tipo de equipamento que seu talento merecia. Depois de disputar um grande prêmio em 1972 pela Tyrrell, na França, Depailler juntou-se em definitivo à equipe em 1974, substituindo François Cévert, que havia falecido em acidente no ano anterior. Todavia, a equipe já estava entrando em um longo e vagaroso declínio, o que lhe impediu de obter bons resultados com mais frequência. Sua primeira vitória veio apenas em 1978, em Mônaco. No ano seguinte, mudou-se para a Ligier. A equipe francesa tinha um bom carro, e logo Depailler viu-se entre os postulantes ao título, depois de obter um segundo lugar no Brasil e uma vitória na Espanha. Contudo, após o Grande Prêmio de Mônaco, Depailler sofreu um grave acidente com uma asa-delta na França, que lhe causou várias fraturas, impondo-lhe um afastamento pelo resto da temporada. Em razão disso, Guy Ligier não renovou seu contrato, e Depailler mudou-se para a Alfa Romeo em 1980.  Neste último time, o francês trabalhava para desenvolver o carro, sendo que, em uma sessão de testes privados realizada em Hockenheim em 1 de agosto de 1980, a quebra da suspensão traseira arremessou seu bólido, em alta velocidade, contra o muro de proteção da Ost Kurve; com o choque, o carro decolou sobre uma barreira de concreto, e Depailler faleceu em função de ferimentos fatais em sua cabeça, coincidentemente na mesma data em que, em 1959, morreu também em um acidente seu ídolo Behra.
Ele venceu duas corridas, obteve uma pole position, atingindo 19 pódios, e fez um total de 141 pontos no campeonato.

## Todos os Resultados de Patrick Depailler na Fórmula 1
(legenda) (Corrida em negrito indica pole position e corridas em itálico indica volta mais rápida)
| Ano  | Equipe                   | Chassis        | Motor            | Pneus | 1       | 2       | 3       | 4       | 5       | 6       | 7       | 8       | 9       | 10      | 11      | 12      | 13      | 14      | 15      | 16     | 17     | Pontos   | Posição  |
| ---- | ------------------------ | -------------- | ---------------- | ----- | ------- | ------- | ------- | ------- | ------- | ------- | ------- | ------- | ------- | ------- | ------- | ------- | ------- | ------- | ------- | ------ | ------ | -------- | -------- |
| 1980 | Marlboro Team Alfa Romeo | Alfa Romeo 179 | Alfa Romeo V12   | G     | ARG Ret | BRA Ret | AFS NC  | USW Ret | BEL Ret | MON Ret | FRA Ret | GBR Ret |         |         |         |         |         |         |         |        |        | 0        | NC (29º) |
| 1979 | Ligier Gitanes           | Ligier JS11    | Ford Cosworth V8 | G     | ARG 4º  | BRA 2º  | AFS Ret | USW 5º  | ESP 1º  | BEL Ret | MON 5º  |         |         |         |         |         |         |         |         |        |        | 201 (22) | 6º       |
| 1978 | Elf Team Tyrrell         | Tyrrell 008    | Ford Cosworth V8 | G     | ARG 3º  | BRA Ret | AFS 2º  | USW 3º  | MON 1º  | BEL Ret | ESP Ret | SUE Ret | FRA Ret | GBR 4º  | ALE Ret | AUT 2º  | HOL Ret | ITA 11º | USA Ret | CAN 5º |        | 34       | 5º       |
| 1977 | Elf Team Tyrrell         | Tyrrell P34    | Ford Cosworth V8 | G     | ARG Ret | BRA Ret | AFS 3º  | USW 4º  | ESP Ret | MON Ret | BEL 8º  | SUE 4º  | FRA Ret | GBR Ret | ALE Ret | AUT 13º | HOL Ret | ITA Ret | USE 14º | CAN 2º | JAP 3º | 20       | 9º       |
| 1976 | Elf Team Tyrrell         | Tyrrell 007    | Ford Cosworth V8 | G     | BRA 2º  | SMR 9º  | USW 3º  |         |         |         |         |         |         |         |         |         |         |         |         |        |        | 39       | 4º       |
| 1976 | Elf Team Tyrrell         | Tyrrell P34    | Ford Cosworth V8 | G     |         |         |         | ESP Ret | BEL Ret | MON 3º  | SUE 2º  | FRA 2º  | GBR Ret | ALE Ret | AUT Ret | HOL 7º  | ITA 6º  | CAN 2º  | USA Ret | JAP 2º |        | 39       | 4º       |
| 1975 | Elf Team Tyrrell         | Tyrrell 007    | Ford Cosworth V8 | G     | ARG 5º  | BRA Ret | AFS 3º  | ESP Ret | MON 5º  | BEL 4º  | SUE 12º | HOL 9º  | FRA 6º  | GBR 9º  | ALE 9º  | AUT 11º | ITA 7º  | EUA Ret |         |        |        | 12       | 9º       |
| 1974 | Elf Team Tyrrell         | Tyrrell 005    | Ford Cosworth V8 | G     | ARG 6º  | BRA 8º  | AFS 4º  |         |         |         |         |         |         |         |         |         |         |         |         |        |        | 14       | 9º       |
| 1974 | Elf Team Tyrrell         | Tyrrell 006    | Ford Cosworth V8 | G     |         |         |         | ESP 8º  |         | MON 9º  |         |         | FRA 8º  |         |         |         |         |         |         |        |        | 14       | 9º       |
| 1974 | Elf Team Tyrrell         | Tyrrell 007    | Ford Cosworth V8 | G     |         |         |         |         | BEL Ret |         | SUE 2º  | HOL 6º  |         | GBR Ret | ALE Ret | AUT Ret | ITA 11º | CAN 5º  | EUA 6º  |        |        | 14       | 9º       |
| 1972 | Elf Team Tyrrell         | Tyrrell 004    | Ford Cosworth V8 | G     |         |         |         |         |         | FRA NC  |         |         |         |         |         | EUA 7º  |         |         |         |        |        | 0        | NC (24º) |

↑1  Nos descartes